# إيرا برلين
إيرا برلين (بالإنجليزية: Ira Berlin)‏ (و. 1941 – 5 يونيو 2018م)، مؤرخ، وبروفيسور (أستاذ جامعي) من الولايات المتحدة الأمريكية .

## التعليم
تعلم في جامعة ويسكونسن-ماديسون.